# ويليام إل. دوسن
ويليام إل. دوسن (بالإنجليزية: William L. Dawson)‏ هو محامي وسياسي أمريكي، ولد في 26 أبريل 1886 في ألباني في الولايات المتحدة، وتوفي في 9 نوفمبر 1970 في شيكاغو في الولايات المتحدة بسبب ذات الرئة. حزبياً، نشط في الحزب الجمهوري والحزب الديمقراطي. وقد انتخب عضو مجلس النواب الأمريكي.